# Gebrüder Knake

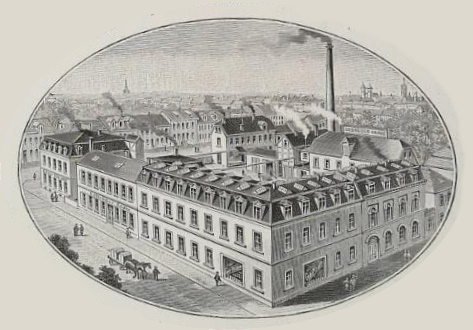
Fabrikgebäude in Münster, Grevener Straße 165–167, um 1907

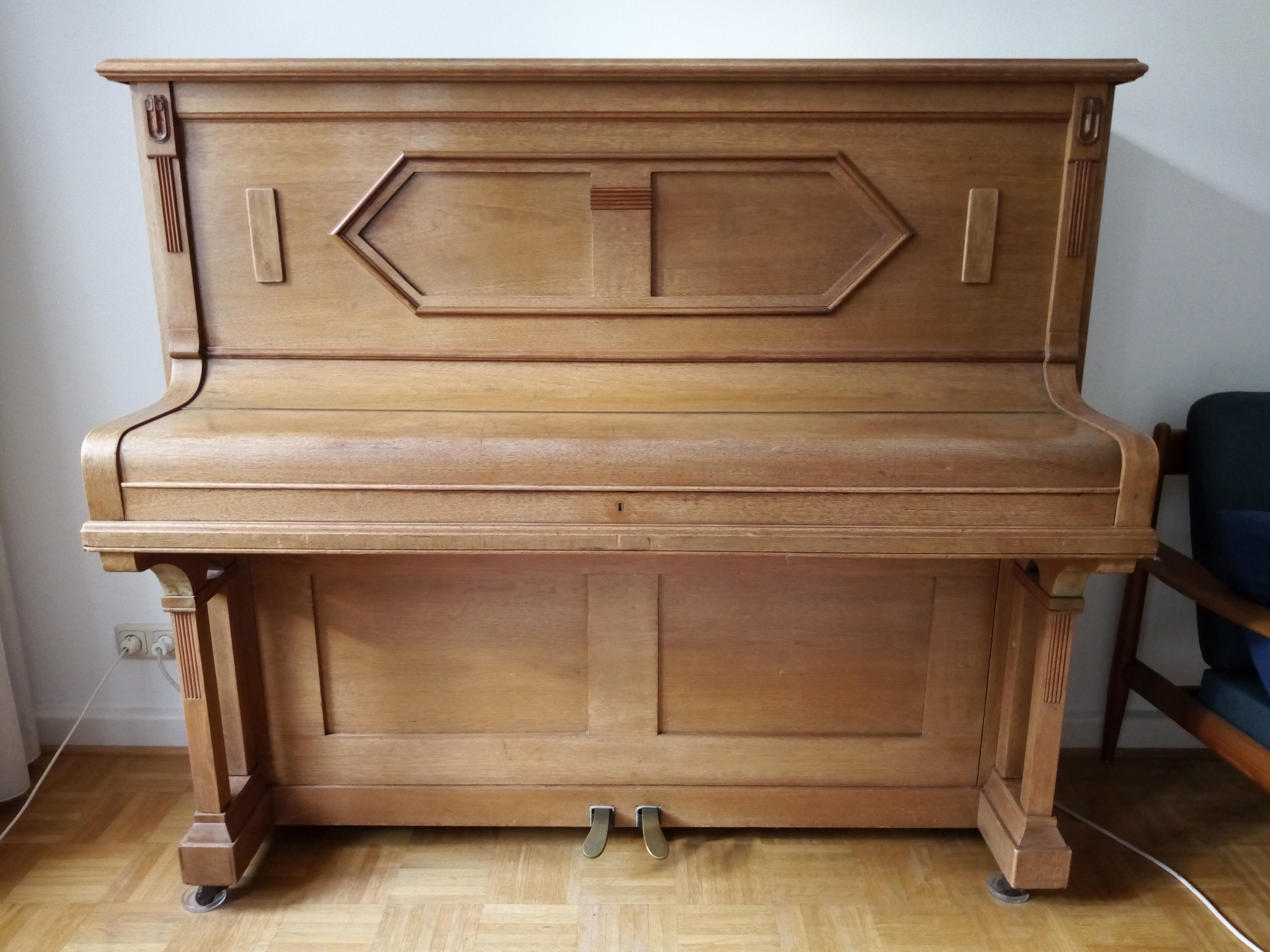
Ein Knake-Klavier mit der Seriennummer 13559 von 1912–13

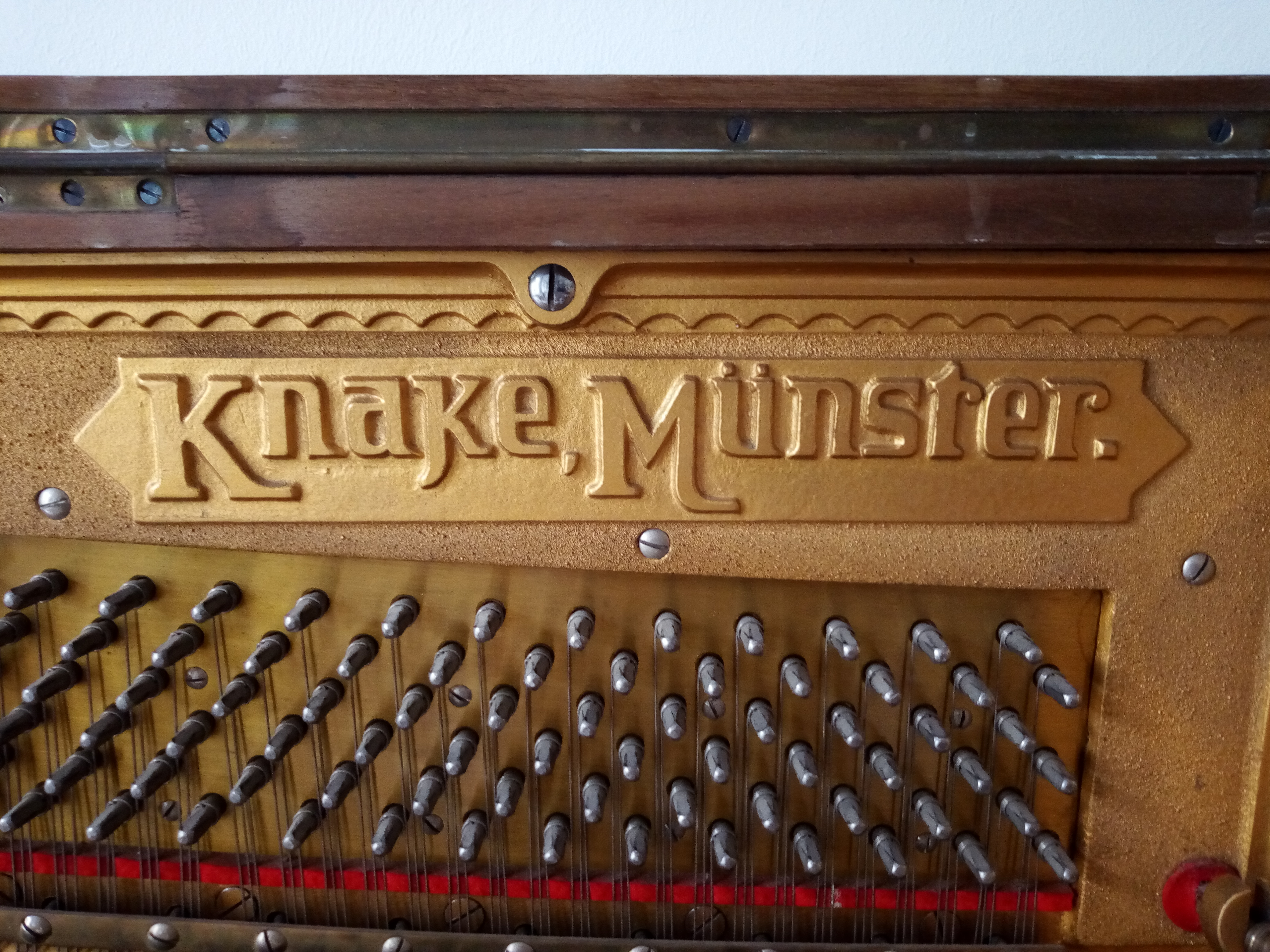
Rahmendetail mit Firmenbezeichnung

Gebrüder Knake AG war ein 1806 in Leblich im Münsterland gegründetes Klavierbauunternehmen, das später nach Münster verlegt wurde und dort bis 1929 bestand.

## Geschichte
1808 baute Johann Bernhard Knake (1774–1856) in der Bauernschaft Leblich, Kirchspiel Heyden, sein erstes Tafelklavier und gründete damit das Unternehmen.
Bernhard Knake (1815–1902), ein Sohn aus Johanns Bernhards Ehe mit Anna Elisabeth Bruns (gt. Jütte), führte den väterlichen Betrieb fort. Dabei ging er vom Bau von Tafelklavieren zum Bau von Flügeln und Pianinos über, die er in Münster ausstellte. Er war verheiratet mit Luise Brockmann. 1851 verlegte er die Werkstatt nach Münster auf die Rothenburg, nahe am Prinzipalmarkt. Es folgte der Bau einer größeren Fabrik im Bispinghof 15/16, wo das Unternehmen bis 1917 ansässig war. Die Pianos und Flügel zeichneten sich besonders durch einen „soliden Bau, vorzügliche Stimmhaltung und edlen Toncharakter“ aus. Das Unternehmen erwarb sich mit seinen zahlreichen in Deutschland, Frankreich, England, Österreich-Ungarn und Russland patentierten Erfindungen eine Vorrangstellung in Europa, beteiligte sich an Weltausstellungen, exportierte seine Klaviere in viele Länder und warb hierzu u. a. mit der Tropenfestigkeit seiner Produkte. Johannes Brahms, der noch 1876 ein Knake-Klavier als „riskantes Instrument, das er künftig vermeiden wolle“ bezeichnet hatte, konzertierte danach mehrfach auf einem prächtigen „Knake’scher Concertflügel“, von dem „ganz entzückt“ gewesen sein soll, u. a. am 25. Januar 1881 mit Schumanns C-Dur-Phantasie und am 18. Januar 1882 mit seinem 2. Klavierkonzert.
1896 übernahm Hermann Knake (1859–1908) die Geschäftsleitung vom Vater. Unter der Firma Gebrüder Knake AG wurde das Unternehmen in eine Aktiengesellschaft gewandelt. Es entwickelte und vermarktete unter anderem einen kleinen symmetrische Flügel mit einer Länge von nur 145 cm, dessen Gehäuse von Peter Behrens, damals noch Direkter der Düsseldorfer Kunstgewerbeschule, entworfen wurde. Die Angebotspalette wurde zudem durch selbstspielende elektrische Klaviere (Pianolas) erweitert. Hermann war verheiratet mit Maria Lorscheid, mit der er zwei Söhne hatte. Mit seinem vorzeitigen Tod am 3. September 1908 verlor die Firma auch den wichtigsten technischen Mitarbeiter.
Beim 100-jährige Firmenjubiläum im Dezember 1908 wurde die Gesellschaft von Hermanns Söhnen Bernhard, der Chemie studierte, und Hermann junior, der im väterlichen Betrieb Klavierbauer lernte, in der vierten Generation geführt. Beide Söhne wurden Opfer des Ersten Weltkrieges. 1917, im Todesjahr Bernhards, wurde der Standort Bispinghof geschlossen.
1922 wurde die Fabrik schließlich verkauft. Der Name „Gebr. Knake“ wurde von dem Kaufmann Oskar Schräder erworben, der unter der Firma in der Bahnhofstr. 28 ein Pianomagazin einrichtete. 1923 gründete der ehemalige Fabrikleiter der Gebrüder Knake-AG, Max Hanemann, mit Walter Stollmann in Münster die Pianofabrik A.-G. „Hanemann & Stollmann“, die in den Obergeschossen der Häuser Lotharinger Str. 23–25 in Münster ihren Sitz hatte. 1926 wurden beide Geschäfte zu einer neuen Firma „Gebr. Knake Pianofortefabrik GmbH“ zusammengeführt. Oskar Schräder brachte ein Teilmodell und das Modell 136 der alten Firma ein, zudem wurden zwölf Arbeiter übernommen. Das neue Unternehmen produzierte nur neun Flügel- und fünf Pianomodelle nach eigenen Entwürfen. Sie wurden mit dem Gründungsjahr 1808 und mit Abbildungen der Auszeichnungen und Werbeschriften der alten Firma versehen, so dass der Eindruck bestand, sie seien von altbewährter Qualität. Es kam zu einer gerichtlichen einstweiligen Verfügung mit dem Ergebnis, dass die neue Firma Abbildungen u. a. der alten Firma nicht verwenden darf, da „kein innerer organischer Zusammenhang besteht“. 1930 wurde im Handelsregister eingetragen, dass die Firma „Gebr. Knake Pianofortefabrik GmbH“ geändert wurde in „Klavierhandelsgesellschaft mbH“.
Ein restaurierter Knake-Flügel aus dem Jahr 1873 befindet sich heute im Haus Stapel und wird dort für Kammerkonzerte und Liederabende genutzt, ein weiterer von 1882 befindet sich im Stadtmuseum Münster. In Neubeckum steht im Pianohaus Micke ein Knake-Flügel aus der Zeit um 1850.

## Auszeichnungen
- Weltausstellung London 1862, Preis
- Weltausstellung Paris 1867, Preis
- Industrial Exhibition Adelaide 1884, Diplom
- Weltausstellung Antwerpen 1885
- Exposición Universal de Barcelona 1888, Preis
- Melbourne Centennial Ausstellung 1888, Diplom
- Industrie- und Gewerbeausstellung Düsseldorf 1902